# 矮生野决明
矮生野决明（学名：Thermopsis smithiana）为豆科野决明属下的一个种。

## 扩展阅读
- 維基物種上的相關：矮生野决明